# Nebalia borealis
Nebalia borealis är en kräftdjursart som beskrevs av Dahl 1985. Nebalia borealis ingår i släktet Nebalia och familjen Nebaliidae. Inga underarter finns listade i Catalogue of Life.